# Adja Yacine Sarr
Pour les articles homonymes, voir Sarr.
Adja Yacine Sarr, née le 5 février 1984, est une escrimeuse sénégalaise pratiquant le sabre. 

## Carrière
Elle est médaillée de bronze au sabre individuel féminin aux Championnats d'Afrique 2004 à Tunis, éliminée par la Tunisienne Chaima Fathalli en demi-finales. Elle remporte la médaille d'argent en sabre par équipes aux Championnats d'Afrique d'escrime 2006 à Casablanca et aux Jeux africains de 2007 à Alger.
Elle est médaillée de bronze au sabre individuel féminin et médaillée d'argent en sabre par équipes aux Championnats d'Afrique d'escrime 2008 à Casablanca. Aux Championnats d'Afrique d'escrime 2009 à Dakar, elle obtient l'argent en sabre par équipes. 
Elle est médaillée de bronze en sabre par équipes aux Championnats d'Afrique d'escrime 2012 à Casablanca.